# Audefroi le Bâtard
Audefroi le Bâtard (variantes orthographiques : Audefroy le Bastard, Audefroid le Bâtard…) est un trouvère actif de 1190 à 1230 en Artois. Sa vie n'est pas vraiment connue et l'attribution des textes est souvent incertaine : on lui doit des chansons de toile célèbres (Bele Doete ou Bele Ysabiauz par exemple) et des poèmes plus longs, désignés parfois par les médiévistes sous le nom de « romances » et parfois de « lais ». Il s'agit de poésies narratives destinées à être chantées qui traitent du thème de l'amour dans le courant courtois de langue d'oïl.

## Biographie
On a peu d'informations sur sa vie : on sait qu'il est né vers la fin XIIe siècle et qu'il est mort sans doute au milieu du XIIIe en ayant passé sa vie à Arras, on le donne actif de 1190 à 1230. Une certaine tradition indique qu'il serait le fils naturel d'un archevêque de la ville, d'où son nom de « Bâtard ». Son prénom et certains régionalismes le définissent bien comme artésien et des apostrophes dans des textes de l'époque le désigneraient par les mots de « Messire » et des mentions d'un haut lignage qui confirmeraient son origine et justifieraient l'épithète de « bâtard ».
Il était lié au très actif groupe de trouvères de la ville d'Arras qui réunissait des poètes issus de divers milieux (Jean Bodel, Conon de Béthune, Adam de la Halle...). Ces poètes-musiciens artésiens ont souvent apporté une touche de légèreté à la poésie de l'époque et ont exploité le genre général de la romance.
Audefroi le Bâtard est placé en bonne place, dès le XIXe siècle, parmi les poètes de langue d'oïl : Arthur Vinaux écrit en 1842 qu'il est « non seulement un des principaux trouvères d'Artois, mais encore un des plus remarquables poètes de tout le Moyen Âge » et Pierre Aubry affirme dans son ouvrage Trouvères et troubadours de 1910 : « Audefroi le Bâtard est l'un des plus considérables parmi nos chansonniers » et en vante les « compositions savantes, très jolies et fort agréables ».

## Œuvre
L’œuvre d'Audefroi le Bâtard est parcellaire : seuls quelques textes ont une attribution solide mais on associe son nom à d'autres textes anonymes que l'on trouve dans les mêmes manuscrits.
Selon Arthur Dinaux (Trouvères, jongleurs et ménestrels du nord de la France, page 104), « Les poésies d'Audefroy peuvent se diviser en deux classes : les chansons (en petit nombre) et les romances amoureuses ... (dont le mérite est incontestable : vivacité, naïveté, sensibilité) ». Quelques uns de ces textes sont appelés « lais » dans certains manuscrits. En fait le genre n'est pas défini et ces poèmes narratifs qui mettent en scène des situations amoureuses sont aujourd'hui plutôt qualifiés selon les stéréotypes thématiques qu'on y rencontre - chanson de toile (Bele Doete), chanson de mal mariée (Argentine), chanson de croisade (Bele Ysabiauz) - que par leur structure très variable basée sur l'utilisation de couplets et d'un refrain. Le nombre de strophes n'est pas fixé, pas plus que le type de strophes ou de vers ou la taille du refrain. À l'intérieur de chaque poème, les strophes sont cependant régulières, le plus souvent sur deux rimes, l'une pour les couplets et une rime différente pour le refrain de un ou deux vers. 
Exemples : * 8 strophes de 5 vers de 12 et 8 syllabes avec un refrain d'un seul vers, une rime en -oie /-oi dans Bele Emmelos, * 25 couplets de 5 alexandrins sur une seule rime féminine par strophe dans le lai d'Idoine avec un refrain de 3 vers dont deux octosyllabes, * 8 couplets de 5 alexandrins sur une rime masculine et un refrain de deux octosyllabes avec une rime masculine différente ans le Lai de Béatrix.
Les textes, destinés à être chantés, comportaient une partition musicale (composée sans doute par le poète-musicien mais souvent perdue).
Le thème est constant il s'agit d'une histoire d'amour entre une haute dame et un chevalier à l'issue parfois triste. Les refrains exposent bien cette tonalité amoureuse : « Et Guis aime Emmelot de foi » ( Bele Emmelos), « He Diex ! / Qui d'amour sent dolour et paine / Bien doit avoir joie prochaine » (Bele Idoine), « Diex ! Tant est dous li noms d'amor, / Ja n'en cuidai sentir dolor (Bele Yolans).
Ces chansons où la femme et l'amour tiennent le premier rôle s'inscrivent dans le mouvement de la poésie courtoise de langue d'oïl des XIIe et XIIIe siècles qui s'illustre dans divers centres du nord de la France comme l'Artois ou la Champagne avec des poèmes aux formes diverses et au thème amoureux constant.

## Corpus
Si la liste d'autorité Bnf est complexe avec des doubles entrées, une liste plus simple mais incomplète retient les principales pièces poétiques d'Audefroi le Bâtard et Arthur Dinaux compte pour sa part 17 chansons d'Audefroi le Bâtard.
Chansons authentifiées : 
- Bele Ysabiauz, pucelle bien aprise. 14 couplets de 5 vers sur deux rimes et un refrain d'un vers - Isabeau mariée malgré elle aime Gérars, celui-ci décide de partir en croisade et fait ses adieux à Isabeau : le mari surprend le couple enlacé et meurt d'apoplexie. Gérars épouse alors la belle et le refrain change « Or ait joie Gerars » (auparavant : » Et joie atent Gérars »)
- Bele Ydoine se siet desous la verde olive. (Lai d'Ydoine : 25 couplets de 5 alexandrins sur une seule rime féminine par strophe – amour contrarié qui finit heureusement le chevalier gagnant le tournoi et la main de la fille du roi)
- Au novel tant pascour, que florist l'aubespine (Argentine). 17 couplets de 5 alexandrins sur une rime féminine avec un refrain de deux octosyllabes en rime masculine – le comte Gui marié à Argentine et père de six garçons la trahit avec une Sabine pendant de longues années, à la fin les fils font chasser la maîtresse
- Bele Emmelos es pres desouz l'arbroie. 8 strophes de 5 vers de 12 et 8 syllabes avec un refrain d'un seul vers, une rime en -oi /-oie (Mal mariée et femme battue, Emmelos pleure son amoureux Gui qui finalement tue le mari et emmène la belle
- En chambre a or se siet la bele Beatris (Béatrix). Lai de Beatris : 8 couplets de 5 alexandrins sur une rime masculine et un refrain de deux octosyllabes avec une rime masculine différente - Béatrix doit épouser le duc alors qu'elle aime Hugues, elle donne rendez-vous à celui-ci dans le verger et le chevalier l'emporte sur son cheval. Finalement la famille accepte ce mariage

D'autres poèmes ont une attribution plus incertaine, on peut citer :
- Bele Doëtte as fenestres seant.
- En un vergier, lès une fontanelle (Cuens Guis).
- Bele Yolans en ses chambres séoit.
- Oriolans en haut solier.
- Quant vient en mai que l'on dit as lons jours (Bele Erembors).

Arthur Dinaux retient dix autres chansons amoureuses d'Audefroi (page 113) :
- Amonrs de qui resmuet.
- Com esbahis m'estuet.
- Destrois pensés en esmai, chant de bone amour soupris.
- En l'ombre d'un vergier, al entrant de Pascour.
- Fine amours en espérance.
- Ne sai mais en quel guise.
- Onques ne s'entant chanter.
- Por travail ne por.
- Quant voi li tems.
- Tant ai esté pensis.